# Жінка в домі навпроти дівчини у вікні
Жінка в домі навпроти дівчини у вікні (робоча назва Жінка у вікні, англ. The Woman in the House Across the Street from the Girl in the Window) — американський мінісеріал-трилер з чорним гумором, розроблений Рейчел Рамрас, Г'ю Девідсоном та Ларрі Дорфом. Шоу вийшло на Netflix 28 січня 2022 року.

## Акторський склад і персонажі
| Актор                 | Роль          |
| --------------------- | ------------- |
| Крістен Белл          | Анна          |
| Том Райлі             | Ніл           |
| Мері Голланд          | Слоан         |
| Шеллі Генніґ          | Ліза          |
| Крістіна Ентоні       | детектив Лейн |
| Самсара Єтт           | Емма          |
| Камерон Бріттон       | Бьюелл        |
| Бенджамін Леві Агілар | Рекс          |
| Майкл Ілі             | Дуглас        |

## Виробництво
20 жовтня 2020 року Netflix надав замовлення на виробництво серіалу з восьми епізодів. Мінісеріал створено Рейчел Рамрас, Г'ю Девідсоном і Ларрі Дорфом, а виконавчими продюсерами є Крістен Белл (яка також грає одну з головних ролей), Вілл Феррелл, Джессіка Елбаум і Бріттні Сігал. У виробництві міні-серіалу бере участь Gloria Sanchez Productions. 19 лютого 2021 року до основного акторського складу приєднався Том Райлі. 2 березня 2021 року головні ролі отримали Мері Голланд, Шеллі Генніґ, Крістіна Ентоні, Самсара Єтт, Камерон Бріттон і Бенджамін Леві Агілар. 10 листопада 2021 року стало відомо, що Майкл Ілі був обраний на головну роль. Зйомки серіалу почалися 1 березня 2021 року в Лос-Анджелесі. 8 грудня 2021 року серіал отримав дату прем'єри 28 січня 2022 року та нову назву: «Жінка в домі навпроти дівчини у вікні».